# Jeżówka (Petite-Pologne)
Pour l’article homonyme, voir Jeżówka (Mazovie).
Jeżówka est une localité polonaise de la gmina de Wolbrom, située dans le powiat d'Olkusz en voïvodie de Petite-Pologne.